# Inchgarvie
Inchgarvie est une petite île du Firth of Forth, à l'est de l'Écosse. Elle est située près du Forth Bridge. Elle fut fortifiée durant la Seconde Guerre mondiale. Des rumeurs courent selon lesquelles Inchgarvie est peuplée de rats géants.
Son nom vient de l'écossais Innis Garbhach (« île âpre »).